# جزیره هوس
جزیره هوس (انگلیسی: The Island of Desire) یک فیلم صامت به کارگردانی اوتیس ترنر است که در سال ۱۹۱۷ منتشر شد. از این فیلم، نسخه‌ای موجود نیست.